# Камандалу
Камандалу (санскр. कमण्डलु, IAST: kamaṇḍalu) или Камандал или Камандалам — продолговатый сосуд для воды, используемый в индуизме и буддизме.
Существует много способов изготовления камандалу: из высушенной тыквы, скорлупы кокосового ореха, металла или древесины дерева камандалу (Ficus Infectoria), из глины, обычно с ручкой и иногда с горлышком.
Индуистские аскеты и йоги часто используют камандалу для хранения питьевой воды. Вода в таком сосуде, который аскеты постоянно носят с собой, символизирует простую и сдержанную жизнь. Именно поэтому камандалу является символом аскетизма в индуизме. Согласно калпа-сутрам, древнеиндийским снатакам было предписано очищение тела — путём ачаманы и с помощью камандалу. В тексте «Гаруда-пураны» описывается приношение камандалу во время шраддхи, дабы умерший мог иметь обильное питьё на том свете.
Камандалу также используется джайнскими монахами и присутствует на изображениях некоторых бодхисаттв.

## Камандалу в мифологии индуизма
Камандалу часто встречается в индуистской иконографии в руках божеств, связанных с аскетизмом (Шива, Брахма) либо водой (Варуна, Ганга, Сарасвати). Иногда с этим сосудом вместе изображаются божества Агни и Брихаспати. В «Деви-махатмье» описывается, как богиня Брахмани повергла демонов путём обрызгивания их священной водой из камандалу.
В «Бхагавата-пуране» царь Сатьяврата положил Матсью, найденного в реке, в свой камандалу, чтобы защитить от более крупной рыбы. В «Махабхарате» говорится, что Дханвантари принёс амриту в этом сосуде, когда вышел из Молочного океана.
Ганга и мистическая Сарасвати по легендам вытекают из камандалу Брахмы. Так, одна из легенд гласит, что Брахма, омыв большой палец Ваманы, собрал всю воду в камандалу, где она и превратилась в Гангу. Согласно другой легенде риши Агастья поймал однажды реку Кавери в свой камандалу, когда та отклонила его свадебное предложение. Заточение реки вызвало большой голод в регионе, и Кавери сбежала, проклятая мудрецом. Очиститься от этого проклятия она смогла только в месте Дарша-пушкарини. Иногда говорится, что бог Ганеша в гневе опрокинул сосуд Агастьи и освободил тем самым Кавери.